# جائحة فيروس كورونا في خوبي 2019–20
فشلت الاستجابة المتأخرة والمثير للجدل من قبل سلطات ووهان وخوبي في احتواء تفشي المرض في المرحلة المبكرة مما أدى إلى انتقادات من الجمهور ووسائل الإعلام. قبل أسابيع زار صحفي صيني يدعى شين كو شي، مسشتفى بمدنية ووهان، ونشر على صفحته في موقع ويبوو (المعادل الصيني لتويتر) صوراً تظهر عشرات الجثث المكدسة داخل وخارج المسشفى، وقال في شهادته إن الإمدادات في مناطق العدوى غير كافية. وأضاف قبل اختفائه أن عدد الأطباء قليل قياسا بعدد المرضى، مشيراً إلى وجود كثير من المشاكل في التعاطي مع المصابين بالفيروس. بحلول 29 يناير، انتشر الفيروس في جميع مقاطعات البر الرئيسي للصين. بحلول 8 فبراير، توفي أكثر من 724 من جراء الالتهاب الرئوي المرتبط بعدوى فيروس كورونا وتأكد إصابة 34878. في خوبى وحدها، كان هناك 24953 حالة إصابة و699 حالة وفاة مرتبطة بها. بدأت جميع مقاطعات البر الرئيسي للصين أعلى مستوى من الاستجابة لحالات الطوارئ الصحية العامة. أعلنت منظمة الصحة العالمية تفشي المرض «حالة طوارئ صحية عامة ذات أهمية دولية» في 31 يناير خوفًا من أن ينتشر الفيروس خارج الصين إلى حيث لا يوجد نظام رعاية صحية قوي على الرغم من ثقتها في جهود الصين.
حذر الأمين العام للحزب الشيوعي الصيني شي جين بينغ من «الوضع الخطير» الذي تواجهه الصين. شكل المكتب السياسي للحزب الشيوعي الصيني مجموعة قيادية خاصة لمكافحة الأوبئة بقيادة رئيس الوزراء لي كه تشيانغ. تم إلغاء احتفالات رأس السنة الصينية. تم التحقق من درجة حرارة الركاب. تم تشكيل نقاط لمكافحة الأوبئة (CEC) في مناطق مختلفة بما في ذلك ووهان وخوبي. تم تعليق العديد من خدمات الحافلات بين المقاطعات  وخدمات السكك الحديدية. وبحلول 29، تم عزل جميع مدن هوبي. تُطبق قوانين حظر التجول في هوانغقانغ وونجو  ومدن البر الرئيسي الأخرى. كما شهدت المنطقة نقصًا كبيرًا في أقنعة الوجه وغيرها من معدات الحماية على الرغم من كونها مركز التصنيع العالمي لهذه المنتجات.
مع تزايد حالات الإصابة المبلغ عنها، ارتفع الخوف إلى جانب التمييز الإقليمي في الصين والتمييز العنصري خارج الصين، على الرغم من الدعوات لوقف التمييز من قبل العديد من الحكومات. انتشرت بعض الشائعات عبر وسائل التواصل الاجتماعي الصينية إلى جانب الشائعات المضادة من قبل وسائل الإعلام والحكومات. خضع أكثر من ستين مليون مواطن في مقاطعة خوبي، لحجر صحي هو الأكبر والأطول في التاريخ. بدأ الحجر بعدم السماح للمواطنين بالخروج من المقاطعة مع الإبقاء على حرية الحركة والتنقل داخلها، ومع ارتفاع أعداد الإصابات تم تشديد إجراءات الحجر بتحديد إقامة السكان في منازلهم ومنعهم من الخروج مطلقاً، حتى أن شراء المواد الأساسية والمستلزمات اليومية يتم عبر تطبيقات إلكترونية خاصة، بواسطة شركات توصيل محددة.

## التحرك المبكر من ووهان

### تفشي الالتهاب الرئوي الغامض

#### اكتشاف
في 13 مارس 2020، أشار تقرير لم يتم التحقق منه من جريدة جنوب الصين الصباحية إلى أن قضية كوفيد-19، التي تعود إلى 17 نوفمبر 2019، في أحد الأشخاص الضي يبلغ من العمر 55 عامًا من مقاطعة خوبي ربما كانت أول مريض. في 27 مارس 2020، أفادت وكالات الأنباء التي استشهدت بوثيقة حكومية أن امرأة تبلغ من العمر 57 عامًا، كانت نتائج اختبارها إيجابية لمرض الفيروس التاجي في 10 ديسمبر 2019 وتم وصفها في صحيفة وول ستريت جورنال في 6 مارس 2020، قد تكون المريضة صفر في جائحة الفيروس التاجي. ومع ذلك، تم إدخال مريض مصاب بالالتهاب الرئوي الفيروسي لسبب غير معروف إلى مستشفى جينينتان في 1 ديسمبر 2019، على الرغم من أن المريض لم يتعرض لسوق ووهان للمأكولات البحرية. بدأ تفشي الفيروس بين الأشخاص الذين تعرضوا للسوق بعد تسعة أيام. في 26 ديسمبر، استقبل مركز شنغهاي للرعاية الصحية الأولية عينة من مريض مصاب بالالتهاب الرئوي غير معروف من مركز السيطرة على الأمراض في ووهان ومستشفى ووهان المركزي وبدأ التحقيق في العينة التي تم تأكيد احتوائها على فيروس كوروني جديد.
ومع ذلك، فإن التفشي لم يلاحظه أحد حتى لوحظ مجموعة من الالتهاب الرئوي غير المعروف من قبل طبيبة ووهان تدعى Zhang Jixian. كانت تشانغ طبيبًة في وحدة العناية المركزة في مستشفى خوبي للطب الصيني التقليدي والغربي المتكامل. تركت تجربتها السابقة في مكافحة مرض السارس في عام 2003 تنبيها بعقلها بشأن حالة الطوارئ الصحية العامة. في 26 ديسمبر 2019، جاء إليها زوجان كبيران يعيشان بالقرب من مستشفى زانغ بسبب الحمى والسعال. أظهرت نتائج الأشعة المقطعية لصدر الزوجين تغيرات غير طبيعية في الرئتين حيث كانت مختلفة عن تلك الموجودة في أي التهاب رئوي فيروسي معروف. نصحت الدكتورة زانغ ابنة الزوجين بفحصها ووجدت ظروفًا مماثلة لما لدى الأبوين. في نفس اليوم، عانى مريض من سوق ووهان للمأكولات البحرية الذي رآته الدكتورة زانغ من ظروف غير طبيعية.
في 27 ديسمبر، أبلغت الطبيب المستشفى عن اكتشافها وسرعان ما أبلغت مستشفى جيانغان CDC، معتقدًا أن هذا قد يكون مرضًا معديًا كما هو واضح من المجموعة العائلية. كإجراء وقائي، طلبت من زملائه ارتداء معدات واقية وإعداد منطقة متخصصة في المستشفى لاستقبال المرضى الذين يعانون من ظروف مماثلة.
في يومي 28 و29 ديسمبر، جاء ثلاثة مرضى آخرين إلى عيادة المستشفى، وجميعهم كانوا على صلة بسوق ووهان للمأكولات البحرية. أخطرت المستشفى اللجان الصحية الإقليمية والبلدية. عينت اللجان الصحية ووهان وجيانغان CDC ومستشفى جينينتان لإجراء البحوث الوبائية للمرضى السبعة يوم 29 ديسمبر. ثم تم نقل ستة منهم إلى Jinyintan، وهي منشأة متخصصة للأمراض المعدية. مريض واحد فقط رفض نقله. وقد تم الإشادة باكتشاف الدكتورة زانغ على نطاق واسع في وقت لاحق. كرمتها حكومة خوبي ورئيس جينينتان زانغ دينغيو، لمساهمتهما في السيطرة على تفشي الفيروس.
في 23 يناير 2020، فرضت الحكومة المركزية لجمهورية الصين الشعبية إغلاقًا في ووهان ومدن أخرى في مقاطعة خوبي في محاولة للحد تفشي كوفيد-19. كانت هذه أول حالة معروفة في التاريخ الحديث لإغلاق مدينة رئيسية يصل عدد سكانها إلى 11 مليون شخص، ويُشار إلى الحادثة بشكل شائع في وسائل الإعلام باسم «إغلاق ووهان». على الرغم من قول منظمة الصحة العالمية، أن الحكومة قد تجاوزت الخطوط التوجيهية الخاصة بها، إلا أنها أثنت على هذه الخطوة، واصفة إياها بأنها «غير مسبوقة في تاريخ الصحة العامة». وضع الإغلاق في ووهان الأسبقية لتدابير مماثلة في المدن الصينية الأخرى. في غضون ساعات من إغلاق ووهان، فُرضت قيود السفر أيضًا على مدينتي هوانغقانغ وإيزو المجاورتين وفُرضت في النهاية على جميع المدن الخمس عشرة الأخرى في خوبي، ما أثر على إجمالي 57 مليون شخص. في 2 فبراير 2020، نفذت كل من ونجو وجيجيانغ، إغلاقًا لمدة سبعة أيام وسُمح لمغادرة شخص واحد فقط لكل أسرة مرة واحدة كل يومين وأُغلقت معظم مخارج الطريق السريع.

## الفحوص الصحية
في 19 يناير، وفقًا لتلفزيون ووهان، قالت سلطات المدينة إنها ستراقب أي شخص يغادر المدينة كإجراء وقائي لاحتواء الوباء. أخبر موظفو محطة هانكو للسكك الحديدية صحيفة بكين نيوز في أنهم سيتحققون من درجة حرارة كل راكب ينتقل من وإلى المحطة. إذا كانت درجة الحرارة أعلى من 38 درجة مئوية (100 درجة فهرنهايت)، فستُجرى المزيد من الفحوصات وإخبار المستشفى إذا لزم الأمر. على الرغم من أن الحكومة المحلية زعمت أنه تم اتخاذ مثل هذه الإجراءات في المطار ومحطات السكك الحديدية ومحطات الحافلات والأرصفة في ووهان منذ 14 يناير، أشارت تقارير من ناو نيوز ومقرها هونغ كونغ إلى أن مثل هذه الإجراءات لم تُؤخذ في ذلك الوقت، ويُعتقد أن هذا السبب في زيادة عدد الحالات المؤكدة.
في 22 يناير، قالت ووهان إن المدينة ستفحص أي سيارة خاصة داخل وخارج المدينة لمعرفة ما إذا كانت تحمل أي نوع من الدواجن الحية أو الحيوانات البرية. بدأت سلطة المدينة تطالب جميع المواطنين بارتداء قناع في الأماكن العامة.

## نصائح للسفر
في 20 يناير، في مؤتمر صحفي لـ (إن إتش إس) في ووهان، نصح تشونغ نان شان الجمهور بتجنب زيارة ووهان ما لم يكن الأمر مهمًا جدًا وارتداء أقنعة الوجه. نصح أيضًا المدينة بإجراء فحص درجة الحرارة لأي شخص يغادر المدينة واتخاذ إجراءات إلزامية لمنع المرضى الذين يعانون من الحمى من المغادرة. في اليوم التالي، حثّ عمدة ووهان، تشونغ نان شان، مواطني ووهان على عدم مغادرة المدينة وتجنب المواطنين من خارجهت الحضور إليها وذلك عبر مقابلة مع وسائل الإعلام الحكومية. حذرت (إن إتش إس) من تفشي كوفيد-19 في ووهان.
في نفس اليوم، أعلنت إدارة السكك الحديدية والطيران المدني في الصين السماح للركاب بإلغاء الإقامات أو تغيير التواريخ مجانًا إذا قاموا بحجز تذكرة من/إلى ووهان. يمكن شراء واسترداد تذاكر السكك الحديدية المتجهة إلى ووهان عبر مترو هونغ كونغ. أعلنت ووهان تأجيل أنشطة الترويج للسياحة للعام الصيني الجديد.

## إغلاق ووهان التام
في 22 يناير، سافر لي لانجوان، أحد خبراء (إن إتش إس) الذي أُرسل إلى ووهان، إلى بكين ونصح بتطبيق الحجر الصحي في ووهان. في الصباح الباكر من يوم 23 يناير، أعلنت للحكومة عن إغلاق مفاجئ في نحو الساعة الثانية صباحًا قائلةً: «منذ الساعة 10:00 صباحًا بتاريخ 23 يناير 2020، ستُعلّق خدمات الحافلات والمترو والعبّارات والحافلات في المدينة. بدون سبب محدد، يجب على المواطنين عدم مغادرة ووهان، وسيُفرض حظر المغادرة من المطار ومحطات السكك الحديدية مؤقتًا، وسيُعلن عن وقت استرداد الخدمات لاحقًا». وهكذا، أصبحت ووهان منطقة مغلقة من الفئة أ وفقًا لقانون الوقاية من الأمراض المعدية وعلاجها.
يقدر الباحثون أن هذه قد القيود خفضت عدد التكاثر الأساسي من 2.35 إلى 1.05، ما سمح بالسيطرة على الوباء في ووهان.

### السكك الحديدية
أعلنت السكك الحديدية الصينية في وقت لاحق من يوم الإغلاق (23 يناير) توقف المغادرة من محطات السكك الحديدية في ووهان للمساعدة في مكافحة الوباء، لكن النقل عبر القطارات في محطة ووتشانغ ومحطة ووهان ومحطة هانكو سيظل مسموحًا به. مُدّدت سياسة الاسترداد المجاني وتغيرت السياسة التي طُبّقت في الأصل على ووهان في جميع أنحاء الصين القارية للحد من حركة السكان. في يوم 24، أعلنت شركة سكك حديد ووهان الصينية عن تعليق جميع خدمات القطارات الخاصة بها. أعلنت الشركة كذلك عن تعليق معظم خدمات قطارات الشركات التي قدمتها، باستثناء 6.5 زوجًا من القطارات التي تعمل فقط داخل مقاطعة خنان.

### الطيران
علّق مطار ووهان الدولي، المطار المدني الوحيد في ووهان، جميع الرحلات التجارية من الساعة 13:00 يوم 23 يناير. ألغت العديد من شركات الطيران بما في ذلك خطوط كاتاي دراغون، وسبرينغ (شركة طيران)، وخطوط جونياو الجوية، وخطوط جنوب الصين الجوية، وخطوط شرق الصين الجوية، وجميع خطوط نيبون الجوية رحلاتها المجدولة إلى ووهان. في 24 يناير، كان المطار مفتوحًا فقط للرحلات الدولية المتجهة إلى الداخل والتي كانت مطالبة بالمغادرة دون مسافرين. سمح أيضًا لطائرتي الشحن (إس إف إكسبريس) اللتين تحملان إمدادات لمكافحة الأوبئة بالهبوط في المطار.

### الطريق والممر المائي
ألغت كل من شانغهاي وسيتشوان وجيانغسو جميع خدمات نقل الممرات المائية والطرق البرية إلى ووهان وأوقفت إعطاء الموافقات على أي حافلة مستأجرة إلى ووهان قبل أن تلغي وزارة النقل جميع خدمات نقل الركاب إلى ووهان وتطلب من قطاعات النقل رد التذاكر مجانًا في 23 يناير.
على الرغم من أن إعلان الإغلاق لم يذكر ما إذا كان يُسمح للمواطنين بمغادرة ووهان في سياراتهم الخاصة، أُغلق 30 مدخلًا للطرق السريعة بحلول الساعة 14:00، ويُقال إن حواجز الطرق قد استُخدمت في بعض المناطق وفقًا لهيئة الإذاعة البريطانية. في الساعة 23:00، قررت ووهان إيقاف خدمات مشاركة (بّي تو بّي) بحلول الساعة 12:00 بتاريخ 24 يناير وخُفّضت عدد سيارات الأجرة في الشوارع إلى النصف. وبدءًا من 26 يناير، مُنعت السيارات الخاصة من القيادة في وسط مدينة ووهان.

## الفرار من ووهان
في صباح إغلاق ووهان (23 يناير)، تصدّرت جملة «الفرار من ووهان» قمة عناوين موقع سينا ويبو الصيني. هرع مواطنو ووهان إلى محطات السكك الحديدية لمغادرة المدينة قبل الإغلاق، ما أدى إلى ازدحام شديد تشكل طوابير طويلة. انتُقد بعضهم بسبب افتقارهم إلى المسؤولية بعد أن تحدثوا عن خفض درجة حرارتهم عن طريق تناول الأدوية. غادر نحو من 300 ألف المدينة بالقطار قبل الإغلاق وفقًا لسكة حديد ووهان الصينية.
قال تشونغ نان شان، عمدة ووهان، أنه بحلول 23 يناير، غادر 5 ملايين مواطن من ووهان المدينة لقضاء عطلة رأس السنة الصينية بينما بقي 9 ملايين في المدينة. أظهر تحليل البيانات من قبل شبكة الأعمال الصينية أنه في كل عام، احتفل حوالي نصف السكان فقط بالسنة الصينية الجديدة في المدينة بينما ذهب 2/3 من الذين غادروا المدينة إلى أجزاء أخرى من خوبي. غادر الباقي إلى المقاطعات الصينية الأخرى وخارجها. خنان وهونان وآنهوي هي أفضل 3 وجهات محلية بالنسبة لهم بينما كانت بانكوك وسنغافورة وطوكيو هي أفضل 3 وجهات خارجية.

### المزيد من قرارات الإغلاق
بعد فترة وجيزة من إغلاق ووهان، علّقت كل من هوانغ قانغ وإيتشو أنظمة النقل العام الخاصة بها. وبحلول 24، قُيّدت حركة المرور الداخلية والخارجية في كل من هوانغشي، تشيبي، جينغتشو، ييتشانغ، إكسياوجان، جينغمن، تشيجيانغ، تشيانجيانغ، شيانتاو، شيانينغ، دانجيانغ وإنشي، وهذا ما أثر على أكثر من 40 مليون نسمة. مع تحول شيانغيانغ إلى آخر مدينة في خوبي تعلن الإغلاق، عُزلت جميع مدن خوبي بمقدار 27 مدينة مع إغلاق الوصول المحلي إلى شبكات الطرق والسكك الحديدية مؤقتًا.
عُزل ما لا يقل عن 56 مليون من سكان خوبي. أُغلقت جميع الأماكن العامة باستثناء المستشفيات ومحلات السوبر ماركت وأسواق المزارعين ومحطات الوقود ومخازن الأدوية. اعتبارًا من 1 فبراير، فرضت مدينة هوانغقانغ في خوبي حظر تجول يسمح لفرد واحد فقط من عائلة محلية بالتسوق في الشوارع كل يومين، ما جعلها أول مدينة تمنع الناس من الخروج في الهواء الطلق.

## مدن تحت الحجر الصحي
أصبحت شوارع ووهان صامتة بعد الإغلاق، باستثناء الشوارع المحيطة بالمستشفيات. وصف أحد الشهود المشهد: «أصبحت المدينة التي كانت تعج بالحركة مدينة أشباح بين ليلة وضحاها». وبقي معظم الناس في منازلهم رغم بقاء محلات البقالة والمتاجر مفتوحة. كانت الإمدادات الغذائية مستقرة رغم نقصها في المراحل الأولى، ووعدت الحكومة بتوفير ما يكفي من الخضار والأرز واللحوم. لوحظت مشاهد مماثلة في مدن أخرى من خوبي بعد الإغلاق مثل مدينتي إنشي وشيان.

### المستشفيات المزدحمة والنواقص
في اليوم الأول من الإغلاق، وقفت حشود مرضى الحمى في طوابير أمام المستشفيات بانتظار الفحوص، وكافح العاملون الطبيون والمستشفيات مع اندفاع المرضى وزيادة أعدادهم. صرحت لجنة الصحة المحلية في ووهان عن نقص في الأسرَّة وطوابير طويلة من المرضى في العيادات الخارجية، وطلبت مستشفيات كبرى متعددة في خوبي إمدادات طبية كالأقنعة الجراحية وغيرها من معدات الحماية عبر وسائل الإعلام، تقريبًا في الوقت نفسه الذي وعد فيه حاكم خوبي وانغ شياو دونغ الشعب بأن الإمدادات لن تنقص، وذلك في مؤتمر صحفي عُقد بعد الإغلاق.
في 22 يناير، قالت حكومة مقاطعة خوبي إن خوبي تستطيع اعتبارًا من 31 يناير أن تنتج فقط 8 ملايين قناع طبي ومليوني لباس واقي و1200 مقياس حرارة بالأشعة تحت الحمراء، وإن هذا الإنتاج لا يمكن أن يلبي احتياجات الوقاية من الوباء في المقاطعة. عزمت مقاطعة خوبي على طلب الدعم من الحكومة المركزية، وشمل ذلك طلب 40 مليون قناع طبي و5 ملايين لباس واقي و5 آلاف مجموعة من موازين الحرارة بالأشعة تحت الحمراء. وفي 23 يناير، خصصت قيادة مكافحة الوباء (سي إي سي) في ووهان خدمة هاتفية على مدار اليوم لتلقي التبرعات من جميع قطاعات المجتمع.
في 26 يناير، قالت وزارة الصناعة وتكنولوجيا المعلومات (إم آي آي تي) في مؤتمر صحفي إن مقاطعة خوبي تحتاج إلى ما يقدر بثلاثة ملايين مجموعة من الملابس الواقية شهريًا، وأقرت الوزارة بأن الطاقة الإنتاجية الوطنية لا تلبي الطلب ووعدت بأنه بالإضافة إلى الاحتياطي المركزي، ستسعى المقاطعة إلى شراء معدات خارجية مثل الملابس الواقية وأقنعة الوجه.
في 2 فبراير، قال تساو شويجن نائب المدير العام لوزارة الصناعة وتكنولوجيا المعلومات (إم آي آي تي) إن نحو %60 من مصانع الأقنعة استأنفت الإنتاج، ويمكنها أن تنتج عشرة ملايين قناع يوميًا، إلا أن المدير اعترف أيضًا بوجود فجوة بين الطاقة الإنتاجية والطلب على المنتجات الطبية ومنتجات الحماية، ووعد بإعطاء الأولوية لاحتياجات ووهان وخوبي.

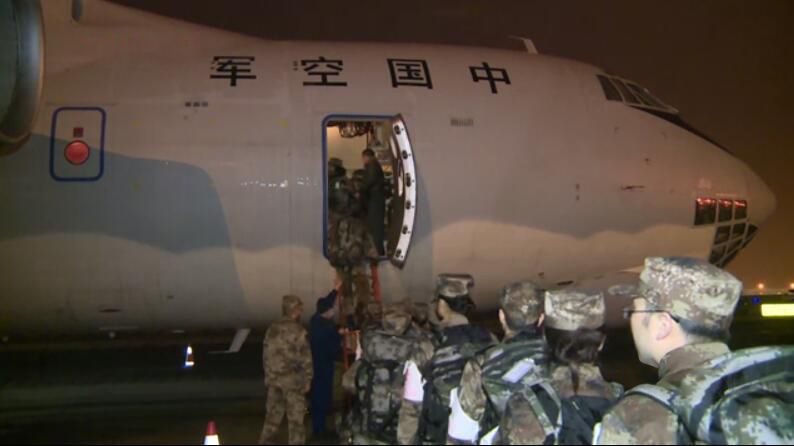
فريق طبي من الجامعة العسكرية الطبية يصعد إلى متن طائرة عسكرية من طراز إليوشن آي إل-76 متوجهة إلى ووهان في 24 يناير.

### مستشفيات ومختبرات مؤقتة
في 23 يناير، يوم إغلاق ووهان، دعت الحكومة البلدية مكتب الهندسة الثالث للإنشاء والتعمير الصيني لبناء مستشفى مؤقت يشبه مستشفى شاوتانغشان الذي بُني في بكين في أثناء تفشي السارس في عام 2003 في كايديان بولاية ووهان بهدف تقليل العجز. سُمي المستشفى فيما بعد مستشفى هووشينشان وكان من المتوقَّع أن يُنهى بناؤه في 3 فبراير. في عصر يوم 25 فبراير، أعلنت قيادة مكافحة الوباء (سي إي سي) في ووهان عن بناء مستشفى مؤقت آخر بسعة تجاوزت 1300 سرير سُمي مستشفى ليشينشان.
في 2 فبراير، انتهى بناء مستشفى هووشينشان وأصبح تحت إدارة الجيش وبدأ 1400 طبيب عسكري العمل فيه منذ 3 فبراير.
تجاوزت أعداد المصابين قدرة نظام ووهان الصحي على الاستيعاب ما أدى إلى نقص شديد في تشخيص المرضى، ووجوب بناء مختبرات جديدة بمعدل سريع. في 5 فبراير، افتتح معهد بكين للجينوم (بي جي آي) مختبر طوارئ للتقصي تبلغ مساحته 2000 مترًا مربعًا، وسُمي «هوو يان» (بالصينية: 火眼 أو «عين النار») باستطاعة اختبار تفوق 10000 عينة في اليوم، استغرق البناء بإشراف مؤسس مجموعة جي بي آي وانغ جيان خمسة أيام، وأظهرت النمذجة أن الحالات في خوبي كانت سترتفع بنسبة %47 وأن تكاليف التعامل مع الحجر الصحي كانت ستتضاعف لو لم تتحسن القدرة على إجراء الاختبارات.

### موارد إضافية
في 24 يناير، أُرسل 135 عاملًا طبيًا من شانغهاي و128 عاملًا طبيًا من غوانغدونغ إلى ووهان لمساعدة المستشفيات المحلية. وفي مساء ذلك اليوم، أوفِد 450 عاملًا طبيًا من ثلاث جامعات طبية عسكرية في ووهان على متن طائرات عسكرية. وفي 25 يناير، أُرسل العاملون في المجال الطبي من مختلف المقاطعات إلى ووهان بما في ذلك 138 من سيتشوان و135 من جيجيانغ و 138 من شاندونغ و147 من جانغسو. أرسلت اللجنة الوطنية للصحة خبراء في طب العناية المركزة إلى مناطق الوباء وشكلت ست فرق طبية بإجمالي 1230 عضوًا لمساعدة ووهان وست فرق أخرى جاهزة عند الطلب.
عرضت فنادق ووهان المساعدة، إذ واجه الكثير من العاملين الطبيين صعوبة في الوصول إلى مستشفياتهم بسبب توقف النقل العام. في 24 يناير، شكل 85 فندقًا من فنادق ووهان مجموعة عمل لتوفير غرف بلا تكييف مركزي للعاملين الطبيين مجانًا. وفي ظهيرة يوم 25 يناير ضمت المجموعة 120 فندقًا. عرض أصحاب الفنادق الكبرى مثل فنادق توجيا وهوم إن وزيروم ودانكي إقامة مجانية للعاملين الطبيين في ووهان، وقدم بعض الناس توصيلًا مجانيًا للعاملين الطبيين أيضًا. 

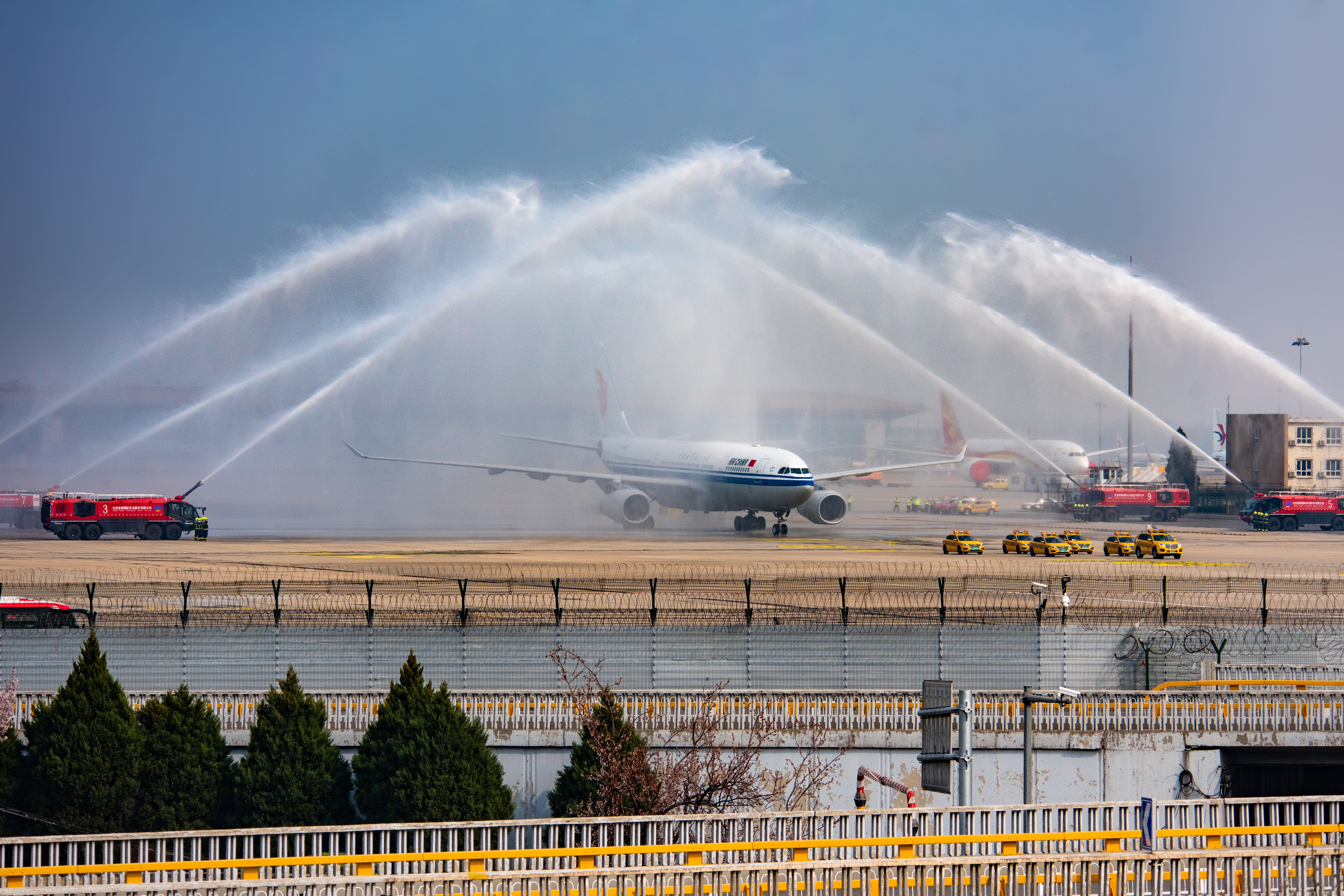
مغادرة فريق المساعدة الطبية ووهان نحو بكين في 31 مارس 2020

اعتبارًا من 17 مارس، بدأت فرق المساعدة الطبية مغادرة خوبي مع تراجع الوباء المحلي.

#### تشجيع الإبلاغ عن المصابين في خوبي
أعلنت الحكومة في محافظة فانغ أنها ستمنح 1000 رنمينبي لأي شخص يذهب طوعًا إلى المستشفى و500 رنمينبي لأي شخص (بما في ذلك الأطباء والعامّة) يبلغ عن شخص مصاب بالحمى.

### الحياة اليومية

#### الإمدادات الغذائية

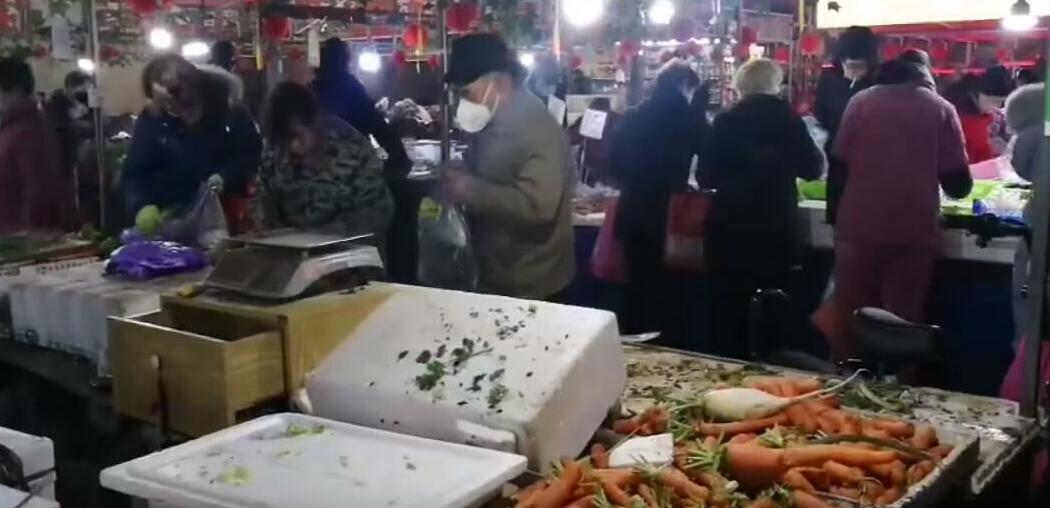
بعد الإغلاق، مواطنون من ووهان يشترون الخضار في سوق.

شهدت الأسواق في ووهان ارتفاعًا كبيرًا في أسعار المواد الغذائية بعد وقت قصير من الإغلاق، ورغم النداءات لمراقبة الأسعار، ذكرت قيادة مكافحة الوباء في ووهان أن السلع والمواد الغذائية ومعدات الحماية الطبية متوفرة بشكل جيد وستوزَّع بسلاسة، وطلبت من الناس عدم تخزين السلع أو شرائها بأسعار باهظة. ووفقًا لقيادة مكافحة الوباء في ووهان، توفر نحو 5 ملايين كيلو غرام من الأرز المعالَج و4000 طن من زيت الطعام و5500 طن من لحم الخنزير و2000 طن من لحم البقر الحلال و1500 طن من السكر في سوق ووهان، بينما أعدت الحكومة أيضًا 16.3 مليون كيلوغرام من الأرز المعالج و8000 طن من زيت الطعام و 1.55 مليون كيلوغرام من البيض و5 ملايين كيلوغرام من الخضراوات ومليون كيلوغرام من الأسماك الطازجة و200 طن من لحم البقر الحلال و6000 رأس خنزير، ستطرح بشكل منظم من خلال أكثر من 300 منفذ إمداد في جميع أنحاء المدينة. بعد استجوابها من قبل مسؤولي تنظيم الأسواق المحلية، أعادت المتاجر الكبرى التي أُبلغ عن رفعها للأسعار أسعار البضائع إلى قيمتها الطبيعية.
أوصلت مجموعة نانتشانغ للسكك الحديدية الصينية المواد الأساسية إلى ووهان يوميًا بدءًا من 25 يناير، ونُقلت الدفعة الأولى المكونة من 160 طن من اللفت إلى ووهان عن طريق مقصورات خاصة من قطارات تي 168 وتي147، وقالت المجموعة إن الدفعة الأولى المؤلفة من 30 طن من البطاطا أُرسلت إلى ووهان بقطارات من نوع كي 598 وكي 1278 في 26 يناير لدعم ووهان في السيطرة على الوباء والوقاية منه.

#### الخدمات المجتمعية
منذ تفشي المرض، تقدّم مديرو المجتمع إلى الخطوط الأمامية لمساعدة السكان المحليين في العلاج والتشخيص، ومع تزايد عدد الحالات المؤكدة، أصبحت أعباء عملهم هائلة. خُصصت 6000 سيارة أجرة لمجتمعات مركز المدينة، ومنذ ظهيرة يوم 25 يناير، بدأت تقديم خدماتها المجانية للسكان بإدارة اللجان المجتمعية، وكان من المرجوّ أن تتوفر3-5 سيارات أجرة لخدمة كل مجتمع. كانت اللجان مسؤولة عن تقديم الطعام والدواء للأشخاص الذين يمكن أن يواجهوا صعوبات في الحصول عليها.
ووفقًا لأحد المديرين المجتمعيين، فعلى الرغم من تأكيد السلطات على دور الخدمات المجتمعية في إدارة الوباء، إلا أن المساعدة التي حصلوا عليها من الحكومة كانت محدودة لدرجة أن كل ما فعلوه هو «ملء الاستمارات والإبلاغ الدوري عن حالات المرضى». ولم تكن لديهم إمكانية الوصول إلى الموارد الطبية أو اليد العاملة، ولم يستطيعوا تقديم مساعدة كافية المرضى. لم تملك معظم عيادات المجتمع ما يكفي من المعدات مثل معدات الوقاية وأدوات التشخيص للتعامل مع المهام التي كلفتها بها الحكومة مثل إجراء الفحص الأولي للناس قبل توجيههم إلى المستشفيات. وفي الفترة بين 22 يناير و1 فبراير، رُفض الكثير من المرضى دون أن يتلقوا المساعدة الطبية المناسبة ودون اتخاذ تدابير الحجر الصحي نظرًا لعدم الحصول على تشخيص مؤكد.

### تخفيف الإغلاق
في 13 مارس، أصبحت مدينتي هوانغشي وكيانجيانغ أول مدن خوبي التي أزالت القيود الصارمة عن السفر ضمن حدودها الإدارية أو في أجزاء داخل حدودها، وعاد النشاط تدريجيًا في ووهان. وبحلول 11 مارس، عاد الموظفون في النقل العام والخدمات الأساسية إلى عملهم، وفي 18 مارس، عاد المزارعون إلى الحقول، وفتحت أيضًا بعض المحلات التجارية غير الأساسية في أواخر مارس. واعتبارًا من 25 مارس، رفعت حكومة المقاطعة القيود المفروضة على معظم المدن الأخرى في المقاطعة، ورُفعت القيود المفروضة على ووهان في 8 أبريل.
في 17 أبريل، راجعت حكومة ووهان عدد وفيات كوفيد-19، بما فيها الوفيات في المنازل التي لم يُبلغ عنها من قبل، مع طرح الوفيات التي حُسبت مرتين في السابق من قِبل مستشفيات مختلفة، فكانت النتيجة زيادة صافية مقدارها 1290 وفاة في المدينة.

### الاختبارات على مستوى المدينة
في 12 مايو، ذكرت صحيفة غلوبال تايمز أن سلطات ووهان خططت لإجراء نظام اختبار على نطاق المدينة مدته 10 أيام، وذلك بعد الإبلاغ عن مجموعة من ست حالات في مجتمع سكني.
أُجريت اختبارات لملايين من الناس في ووهان للكشف عن الفيروس في مايو، وذلك باستخدام تقنية الاختبار على دفعات، وتجميع العينات لتُختَبَر معًا وإعادة الاختبار بشكل فردي عند الضرورة.

## الانتقال من إنسان إلى آخر

### تجميد عدد الحالات
أشارت الحالات الأولى المرتبطة بسوق الحيوانات إلى إمكانية انتقال الفيروس من الحيوان إلى الإنسان، ومع الوقت ظهرت العديد من الأدلة التي تدعم انتقال الفيروس من إنسان إلى إنسان آخر. بدأ الخبراء بإجراء أبحاث تستقصي الأمر بالتزامن مع ظهور علامات تشير إلى انتقال العدوى من إنسان إلى آخر، وهذا شمل حالة عدوى مكتسبة من المستشفى تأكدت في 10 يناير وفقًا لسايسين. ومع ذلك، أنكرت حكومة ووهان المحلية وجود أي حالة إصابة بالعدوى في المستشفيات، كما أنكرت أي علامة واضحة على انتقال العدوى من إنسان إلى آخر حتى 15 يناير عندما قالت لجنة الصحة البلدية في ووهان على موقعها على الإنترنت: «إن نتيجة التحقيق الحالي لا تظهر أي دليل واضح على انتقال العدوى من إنسان إلى إنسان، ولكن هذا لا يستبعد إمكانية مثل هذا الانتقال، ويبقى خطر الانتقال المستمر من إنسان إلى آخر منخفض».
جُمِّد عدد الحالات عند 41 خلال جلسات البرلمان المحلي في هوبي ليانجهوي ووهان ليانجهوي بين 6 و17 يناير؛ إذ ادّعت السلطات المحلية في هوبي ووهان أن السبب هو عدم وجود مجموعات اختبار تفاعل البوليميراز المتسلسل للفيروس الجديد. لكن سايسين قال إن تقنيات التسلسل الأخرى يمكن استخدامها للتشخيص الذي يستغرق عادةً يومين دون الحاجة إلى مجموعات تفاعل البوليميراز المتسلسل. وفي الوقت نفسه، قدرت مجموعة إمبريال كوليدج ومجموعة جامعة هونغ كونغ وجود أكثر من 1000 حالة في ووهان، مع تصدير وتأكيد وجود حالات خارج المنطقة. تركت التناقضات الملحوظة في البيانات الصينية الرسمية لعدد الحالات العديد من مستخدمي الإنترنت في حالة شك، وقد وصف البعض الفيروس بأنه وطني لإصابته الصينيين بعد مغادرتهم البلاد.

### يمكن التحكم فيه والوقاية منه
في 20 يناير، أعلنت لجنة الصحة الوطنية الصينية أن انتقال فيروس كورونا من إنسان إلى آخر قد حدث بالفعل.
في 20 يناير أيضًا، ارتفع عدد الحالات الجديدة إلى 136 حين سجلت المدن الرئيسية -بما في ذلك بكين وشنجن- أولى حالاتها. توقفت السلطات في ووهان فقط عن الادعاء بأن الفيروس يملك قدرة محدودة على الانتقال بين البشر. في نفس اليوم، شكلت المدينة قيادة متخصصة للسيطرة على الأوبئة لرفع مستوى التدابير المُتَّخذة في مواجهة الوباء بما في ذلك تعزيز حماية العاملين في المجال الطبي والعلاج المجاني لجميع المرضى في عيادات الأمراض الحموية. في مساء ذلك اليوم، أُرسِل شونغ نانشين -أحد خبراء اللجنة الوطنية للصحة- إلى ووهان بسبب شهرته بمكافحة السارس في عام 2003. قدّم نانشين أمثلة على انتقال الفيروس الجديد من إنسان إلى آخر كالحالات الأربع عشر المكتسبة من المستشفيات في ووهان والحالات المنتقلة بين أفراد الأسرة في غوانغدونغ.
ومع ذلك، ما تزال اللجنة الوطنية للصحة تصر على إمكانية التحكم بالوباء والوقاية منه. في ذلك الوقت، قالت بي بي سي إن توعية العامة حول تفشي الفيروس كان قاصرًا. على الرغم من تفشي الفيروس، شاركت في 19 يناير أكثر من 40000 أسرة من ووهان بمأدبة سنوية للطعام اتباعًا لتقليد مجتمعي ممارس من أكثر من عقدين للاحتفال بمهرجان إله المطبخ. قال أحد قادة المجتمع لصحيفة بكين نيوز عندما سُئل عن تفشي الفيروس: «إن كل شيء أصبح طبيعيًا الآن». أقيمت المأدبة في بايبوتينج اعتبارًا من 4 فبراير، ووفقًا للجنة المجتمع، عانى 10 أشخاص من إصابات مؤكدة بفيروس كورونا مع وجود أكثر من 30 حالة مشبوهة، لكن مستشفى المجتمع قال إن نسبة عدد الحالات هنا أقل مقارنةً بالتجمعات الأخرى.
قال تشو شيان وانغ عمدة ووهان الذي تعرض لانتقادات واسعة من قبل الجمهور ووسائل الإعلام بسبب ردود فعله البطيئة على وسائل الإعلام الحكومية: إن المأدبة كانت من تنظيم المجتمع المحلي الذي امتلك تاريخ طويل من الحكم الذاتي. قال إن الحكومة لم تكن حذرة بما يكفي لإيقافه لأنه كان يعتقد أن الفيروس يملك قدرة محدودة على الانتقال بين البشر.

### التعقيبات المثير للجدل
في 20 يناير، قال قوان يي، الخبير في علم أوبئة السارس من هونج كونج، لسايسين إنه لا ينبغي للحكومة المحلية أن تلعب على الكلمات حول إمكانية الانتقال، وأعرب عن أمله في أن نتعلم شيء من تفشي السارس عام 2003، وتابع: «تعتبر القابلية للانتقال والقدرة على التكيف والإصابة والفوعة مشابهة إلى حد كبير للسارس في المرحلة المبكرة من انتشاره». جاء فريق قوان إلى ووهان في 21 يناير وعاد إلى هونغ كونغ في اليوم التالي. قال لوسائل الإعلام: «إن خبراء علم الأوبئة والعلماء غبر مُرَّحب بهم في المدينة». في 22 يناير، كانت ووهان لا تزال مدينة مفتوحة لتفشي الفيروس حيث لم يرتدي معظم الناس أقنعة، على الرغم من دعوة لجنة الصحة الوطنية إلى الإبلاغ عن أي حالة التهاب رئوي مرتبط بفيروس كورونا. اعتقد قوان أن الوباء أمر لا مفر منه بسبب انتشار الفيروس مع بدء موسم السفر في عيد الربيع.
أصبحت تصريحات قوان التي كانت تبدو مختلفة عن تصريحات معظم وسائل الإعلام الصينية مثيرة للجدل إلى حد كبير، خاصةً مع نشر وسائل الإعلام الحكومية في 15 يناير بيانه الذي قال فيه إن المرض يمكن السيطرة عليه، ونشروا كذلك أخبار تغريم السلطات الصينية لمختبره في عام 2005. وصف وانغ دوان، صحفي سايسين الذي أجرى المقابلة، هذا السلوك بأنه اعتداء شخصي واشتكى من عدم تقدم أي خبير لدحض ما قاله قوان.